# Krausz László (tervezőmérnök)
Krausz László, Vasile Barbu (Marosludas, 1897. július 15. – Bukarest, 1981. március 28.) tervezőmérnök, műszaki szakíró.

## Életútja
A budapesti Állami Felsőipariskola elvégzése (1919) után géplakatos, esztergályos, öntő, majd tervezőmérnök a kolozsvári Dermata cipő- és bőrgyárban. 1948 után a bukaresti Gép- és Kohóipari Minisztérium tervezőintézetének főtervezője, végül ugyanitt az Építőipari Kutatóintézet műszaki főosztályának irányítója nyugalomba vonulásáig.
Az Aradi Viktor szerkesztésében megjelent A Jövő Társadalma (1925-27) tizenhat írását közölte; tájékoztató jellegű műszaki cikkeivel a Munkásélet, TETT, A Hét s napilapok hasábjain szerepelt. Több román nyelvű technikai kézikönyv, A szabatos műszaki nyelv használatáért c. tanulmány (Korunk, 1971/10) szerzője.

## Magyar nyelvű munkái
- Az esztergályos könyve (1960);
- A karbantartó géplakatos kézikönyve (C. Moldovannal és Teodor Petreával közösen, 1972).

## További irodalom
- Gaal György: A Jövő Társadalma. Korunk, 1983/10.